# ストレッチ・フォー
バスケットボールにおける、ストレッチ・フォー（Stretch-Four）は、主にパワーフォワードの選手で、"ストレッチ"は、相手チームのディフェンスを外側に広げ攻撃スペースを作る役割を表す。コンボフォワード（Combo Forward）と称されることもある。パワーフォワードは4番と呼ばれることもあることから、ストレッチ・フォーの呼び名が生まれた。ストレッチ・フォーは、1999–2000シーズン頃に、NBAの戦術として生み出されたものである。プロバスケットボールでしばしば用いられるビトゥィーン(between)から派生した用語であるトゥィーナーの内の一つ。
他には
- コンボガード(PG/SG)
- ポイントフォワード(PG/F)
- スウィングマン(SG/F)
- フォワードセンター(F/C)

などの複合ポジションがある。

## プレースタイル
パワーフォワードは通常、バスケット近傍での身長と体躯の強さを活かしたプレーを担う場合が多いが、ストレッチ・フォーはサイズはパワーフォワードでもシューティング技術、特にスリーポイントフィールドゴールに長けた選手が務める。この場合、マッチアップしている相手チームのパワーフォワードがバスケット近傍を離れる必要が生じ、ディフェンスやリバウンドなどの本来担うべきプレーが難しくなる利点が生じる。

## 主なストレッチ・フォープレイヤー
NBAにおいてはクリーブランド・キャバリアーズのケビン・ラブ、ダラス・マーベリックスのダーク・ノヴィツキー、マイアミ・ヒートの2連覇に貢献したクリス・ボッシュ、サンアントニオ・スパーズのマット・ボナー、オーランド・マジックなどに所属したラシャード・ルイスらが代表的なストレッチ・フォーである。
ストレッチ・フォーは、NBAのみならず国際バスケットボールにおいても、3ポイントフィールドゴールの成功、ディフェンスのスペース拡大の要因から近年ますます重要なポジションとなっており、主力選手を充てがう場合も増えている。

## 記録
NBAのスリーポイントフィールドゴールの成功本数が上位のパワーフォワードは以下のとおり。
| 選手                         | 成功本数 | 成功率 |
| ---------------------------- | -------- | ------ |
| ダーク・ノヴィツキー         | 1982     | 38.0%  |
| ケビン・ラブ                 | 1566     | 37.0%  |
| アントワン・ウォーカー       | 1386     | 32.5%  |
| ライアン・アンダーソン       | 1325     | 38.0%  |
| マーカス・モリス             | 1252     | 37.6%  |
| アントワン・ジェイミソン     | 1163     | 34.6%  |
| ジェフ・グリーン             | 1119     | 33.7%  |
| チャニング・フライ           | 1049     | 38.8%  |
| マービン・ウィリアムズ       | 1046     | 36.1%  |
| アル・ハリントン             | 977      | 35.2%  |
| ウラジミール・ラドマノビッチ | 971      | 37.8%  |
| エルサン・イルヤソバ         | 883      | 36.7%  |

- 2022-23シーズン終了時点
- 太字は現役選手